# بیال یزوور
بیال یزوور (به بلغاری: Byal izvor) یک منطقهٔ مسکونی در بلغارستان است که در شهرستان آردینو واقع شده‌است.
 بیال یزوور ۱۹٫۹۲۸ کیلومتر مربع مساحت و ۱٬۷۱۳ نفر جمعیت دارد.